# Karama
Karama o Al-Karama (àrab الكرامة) que vol dir "Dignitat" és un barri residencial de Dubai, Emirats Àrabs Units, a l'oest del khor de Dubai. Inclou el Zabeel Park (de temàtica tecnològica). Pràcticament tots els residents són estrangers.